# Chandler Fenner
Chandler Fenner (* 6. Juli 1990 in Virginia Beach, Virginia) ist ein US-amerikanischer American- und Canadian-Football-Spieler. Er spielte zuletzt für die Winnipeg Blue Bombers in der Canadian Football League.

## Karriere

### College
Fenner spielte College Football am College of the Holy Cross. Dort spielte er in 44 Spielen, die Hälfte davon als Starter, in denen er 158 Tackles setzte, 3 Sacks erzielte, 2 Interceptions fing und 4 Fumbles erzwang.

### NFL
Nachdem Fenner im NFL Draft 2012 nicht ausgewählt wurde, verpflichteten ihn am 30. April 2012 die Kansas City Chiefs. Dort konnte er sich jedoch nicht durchsetzen und wurde am 30. August 2012 entlassen.
Fenner wurde am 6. Dezember 2012 von den Seattle Seahawks für deren Practice Squad verpflichtet. Am 16. Januar erhielt er einen neuen Vertrag. Am 12. Mai 2013 erlitt er eine Knieverletzung und wurde daraufhin auf der Injured Reserve List platziert. Am 14. Mai 2013 waived/injured die Seahawks Fenner. Am 29. Juni 2014 wurde er erneut entlassen.
Am 1. August 2014 verpflichteten die New York Giants Fenner. Am 30. August 2013 wurde er entlassen, jedoch am darauffolgenden Tag für den Practice Squad der Giants verpflichtet. Am 4. Oktober 2014 wurde er in der 53-Mann-Hauptkader befördert. Zwei Tage später wurde er wieder entlassen, jedoch bereits einen Tag später wieder für den Practice Squad verpflichtet. Am 14. Oktober 2014 wurde er erneut in den Hauptkader befördert. Nachdem sein Vertrag abgelaufen war, wurde Fenner am 21. April 2015 erneut verpflichtet. Am 5. September 2015 wurde er im Rahmen der finalen Kaderverkleinerung erneut entlassen.

### CFL
Am 24. Februar 2016 verpflichteten die BC Lions Fenner. Nach den Training Camps wurde er entlassen, jedoch im Juli wiederverpflichtet. Nachdem er zuerst auf dem Practice Roster platziert wurde, machte er am 9. September 2016 sein CFL-Debüt. Bei den Lions spielte er bis zur Saison 2017. Er spielte in insgesamt 26 Spielen, dabei in allen 18 seiner zweiten Saison, wobei er 105 defensive Tackles, 32 Special-Team-Tackles und jeweils einen Sack, erzwungenen Fumble und eine Interception erzielte. Am 13. Februar 2018 verpflichteten die Winnipeg Blue Bombers Fenner. Er startete die ersten vier Spiele als Strongside-Linebacker, bevor er verletzungsbedingt drei Spiele ausfiel. Er spielte die restlichen Saison auf verschiedenen Positionen und war besonders als Special Teamer erfolgreich. Zur Saison 2019 wechselte er auf die Position des Cornerback. Fenner spielte in 17 Spielen, in denen er 79 Tackles erzielte. In den Play-offs und dem Grey Cup, den die Bombers später gewannen, wurde er nicht eingesetzt.

### Statistiken
| Jahr    | TEAM  | GP | DT  | ST | SACKS | INT | TD | FF |
| ------- | ----- | -- | --- | -- | ----- | --- | -- | -- |
| 2016    | BC    | 8  | 29  | 5  | 0     | 0   | 0  | 1  |
| 2017    | BC    | 18 | 76  | 27 | 1     | 1   | 0  | 0  |
| 2018    | WPG   | 15 | 20  | 24 | 2     | 0   | 0  | 0  |
| 2019    | WPG   | 17 | 79  | 3  | 0     | 2   | 0  | 1  |
| Total   | Total | 58 | 204 | 59 | 3     | 3   | 0  | 2  |
| Quelle: |       |    |     |    |       |     |    |    |

| GP              | DT                     | ST                           | INT           | TD        | FF                |
| --------------- | ---------------------- | ---------------------------- | ------------- | --------- | ----------------- |
| Spiele gespielt | Tackles in der Defence | Tackles in den Special Teams | Interceptions | Touchdown | erzwungene Fumble |